# Jean Khamsé Vithavong
Jean Khamsé Vithavong OMI (* 18. Oktober 1942 in Keng Sadoc; † 8. Dezember 2024) war ein laotischer römisch-katholischer Ordensgeistlicher und Apostolischer Vikar von Vientiane.

## Leben
Jean Khamsé Vithavong trat der Ordensgemeinschaft der Oblaten der Unbefleckten Jungfrau Maria (OMI) bei und empfing am 26. Januar 1975 die Priesterweihe.
Papst Johannes Paul II. ernannte ihn am 19. November 1982 zum Apostolischen Koadjutorvikar von Vientiane und Titularbischof von Moglaena. Der Apostolische Vikar von Vientiane, Thomas Nantha, spendete ihm am 16. Januar 1983 die Bischofsweihe; Mitkonsekratoren waren Jean-Baptiste Outhay Thepmany, Apostolischer Vikar von Savannakhet, und Erzbischof Renato Raffaele Martino, Apostolischer Delegat in Laos.
Mit dem Tod Thomas Nanthas am 7. April 1984 folgte er ihm als Apostolischer Vikar von Vientiane nach.
Papst Franziskus nahm am 2. Februar 2017 seinen vorzeitigen Rücktritt an.